# Улица Единства
У́лица Еди́нства — улица в городе Зеленогорске Курортного района Санкт-Петербурга. Проходит от проспекта Ленина до Сапожной улицы.
Изначально называлась иначе — Yhdyskatu. Такой топоним появился в 1920-х годах и переводится с финского языка как Соединительная улица.
После войны улице дали русский идеологизированный вариант финского названия — улица Единства.
В настоящее время улица представляет собой практически непроезжую грунтовку. Нумерации по ней нет.